# Rigoberto de Reims
San Rigoberto, Rigoberto de Reims, san Roberto de Reims o Roberto de Reims fue un monje benedictino, y más tarde abad del monasterio de San Pedro de Orbais. En el año 698 sucedió a san Rieul como obispo de Reims.
Los padres de san Rigoberto se llamaban Constantino y Francine. Desde muy joven se dio a la disciplina y oración. Fue un gran amante de la castidad, que alcanzó con trabajos, oraciones, y la asidua meditación de la Palabra de Dios. Muy joven fue elegido abad del monasterio benedictino de San Pedro de Orbais. Por su humildad, sabiduría, justicia y prudencia fue elegido arzobispo de Reims en el 698. En sus sermones hablaba insistentemente de la importancia de la penitencia y las buenas obras. Escribió varias obras por las que muchos se convirtieron y, alentados por sus ejemplos, se congregaban junto a él para alcanzar la santidad, como un maestro.
Durante su obispado, san Rigoberto facilitó los materiales para que se pudiera construir la catedral de Reims, una de las mejores de la época, muchas  cuyas piedras provenían de la muralla de la antigua ciudad. Asimismo restableció la religión canónica entre sus sacerdotes, facilitándoles viandas y acomodamiento, así como un fondo común para la diócesis.
San Rigoberto vivió los tiempos difíciles del paso de la dinastía merovingia a la carolingia, de Dagoberto II y Childerico III a Carlos Martel, el padre de Pipino el Breve, tiempo en el que San Rigoberto se ciñió estrictamente a su labor espiritual, trabajando con su clero y su pueblo por la fidelidad al Evangelio y al Papa de Roma, el griego San Zacarías y sus predecesores. Bautizó al mayordomo de palacio del reino de Austrasia Carlos Martel, pero hacia 717, parece ser que San Rigoberto ofendió a Carlos Martel porque no se alió con él contra Raganfredo, mayordomo de Neustria. Debido a ello, Carlos Martel le desterró a Gascuña y entregó su archidiócesis a su favorito, el sacerdote militar Milón (o Milo) de Trèves, que disfrutaba ya de las rentas de la sede de Tréves.
Carlos Martel le rehabilitó más tarde, pero Rigoberto no quiso volver a su puesto para evitar el escándalo entre los fieles, por lo que Martel le regaló una residencia en Gernicourt (en la diócesis de Soissons, en el departamento de Aisne), donde Rigoberto se retiró y murió por causas naturales en 743 (o c. 750).
Su cuerpo se encuentra enterrado en la iglesia de San Thierry (en Reims). En 864, el arzobispo Hincmaro de Reims trasladó sus restos a la iglesia en donde actualmente se le venera. Su primera “vitae” ensanzando sus virtudes fue escrita en el año 890 por  un canónigo de Reims.

## Etimología
El nombre Rigoberto es derivado defranco; deriva del nombre germánico Rigobert, compuesto por las raíces rikja: ‘potente’, y berhta: ‘famoso’. Es una variante de Riberto y significa "Aquel atractivo por su poder".

## Personales
Desde el punto de vista espiritual, Rigoberto de Reims se caracterizaba por el ejercicio de la piedad, el servicio, vida ascética y la oración. Se le atribuyen numerosos milagros que le valieron fama de santo, aún antes de su muerte.
Durante la Edad Media se le invocaba contra los males de dientes y de la boca, así como contra las congestiones pulmonares.
En la iconografía se le presenta normalmente como arzobispo; sus atributos principales son la mitra, el báculo y una oca.